# Schizopyga frigida
Schizopyga frigida là một loài tò vò trong họ Ichneumonidae.